# De grote liefde
De Grote Liefde is een Nederlands toneelstuk dat werd geschreven en geregisseerd door Ger Thijs. Tussen februari en juni 2009 werd het 74 keer opgevoerd door heel Nederland. Een voorstelling duurde ongeveer 100 minuten, zonder pauze. Uitgebracht door Hummelinck Stuurman Theaterproducties.

## Plot
Acteur en toneelschrijver Lo en zijn vrouw Ellen treden op in de laatste voorstelling van het theater 'De Liefde' voordat het gesloopt zal worden. Het is de bedoeling dat het oude theater ruimte moet maken voor een modern theater, met airco en veel beenruimte. Ellen speelt de hoofdrol in het autobiografische toneelstuk van haar man, dat het verhaal vertelt van zijn huwelijk met zijn eerste vrouw, die in deze uitvoering Claire wordt genoemd. Na de zoveelste ruzie stuurde zij hem het huis uit en zagen ze elkaar nooit meer.
Na afloop van de denière krijgt Lo bezoek van de ware Claire: Grace. Ze is een oudere vrouw wier gezondheid er flink op achteruit gaat. Als hij haar ziet komt de passie die ze jaren terug met elkaar deelden onmiddellijk terug. Er ontstaat een driehoeksverhouding, waaruit verscheidene confrontaties volgen. Grace vertelt dat ze het stuk erbarmelijk vindt, dat Grace er niets van bakte. Ze kan moeilijk accepteren dat ze ouder begint te worden en vertelt trots over haar successen in de Antillen in het verleden. Ellen stelt zich aanvankelijk beleefd tegen haar op, maar ze heeft al gauw door dat Lo nog zielsveel van haar houdt.
Het ene na het andere glas drank wordt genuttigd en de ware gevoelens komen in loop den duur steeds directer boven tafel. Lo begint te twijfelen of Grace de liefde van zijn leven is en dat Ellen eigenlijk meer een collega voor hem is. Ellen merkt dit en neemt afstand van hem. Ze is dan ook niet verrast als ze hem met haar ziet zoenen. Grace maakt aan het einde duidelijk dat ze niet van plan is te blijven en enkel is gekomen om afscheid van hem te nemen. Na haar vertrek keert Lo terug naar Ellen, die ondanks wat er is gebeurd die avond haar man terugneemt.

## Rolbezetting
| Acteur           | Rol                            |
| ---------------- | ------------------------------ |
| Kitty Courbois   | Grace, een blanke Antilliaanse |
| Derek de Lint    | Lo, acteur & toneelschrijver   |
| Renée Soutendijk | Ellen, actrice en vrouw van Lo |
| Pitt de Grooth   | Bert, de jonge inspiciënt      |

## Ontvangst
Het toneelstuk werd overwegend positief ontvangen. De Telegraaf schreef dat er 'sterke momenten' in zitten, maar dat de verwachtingen niet werden waargemaakt. Het dagblad was kritisch over de moeite voor kijkers om sympathie op te wekken voor 'oppervlakkige karakters'. Uiteindelijk werd het toneelstuk becijferd met drie uit vijf sterren, met als overige toelichting dat het een 'amusant kijkje achter de schermen van de toneelwereld' biedt. Ook de Volkskrant gaf het toneelstuk drie sterren en klaagde dat Ger Thijs niet genoeg aandacht besteedde aan subtiliteit. Dit werd volgens de recensent goed gemaakt door de 'toneelgrapjes' en overtuigende acteurs.
Opmerkelijk positiever was het NRC Handelsblad. Lof ging naar de acteurs, die op 'fraaie' wijze acteurs speelden en ook de 'nodige zelfspot' hadden. Volgens het blad speelden De Lint en Soutendijk 'expressief' en was Courbois meer ingetogen, ijzig en groot van emotie. Door menig critici werd opgemerkt dat het verhaal veel weg heeft van het toneelstuk Who's Afraid of Virginia Woolf?.